# Пандора (дочка Ерехтея)
Пандора (дав.-гр. Πανδώρα; ім'я означає «усім обдарована») — персонаж давньогрецької міфології, афінська царівна, дочка Ерехтея і Праксіфеї, сестра Кекропса, Метіона, Пандора, Прокріди, Креуси, Хтонії, Орітії і Протогонії.
Під час війни Афін проти Елефсіну їхня мати Праксіфея запропонувала як викупні жертви Посейдону трьох своїх дочок Пандору, Протогонію і Хтонію, коли армія елефсінців під орудою Евмольпа підійшла до Афін і була розбита. Сестер назвали гіаціндедами, оскільки жертвопринесення було здійснено на пагорбі під назвою Гіацинт. За однією з версій їх не принесли в жертву, а вони самі себе вбили.